# Strigil

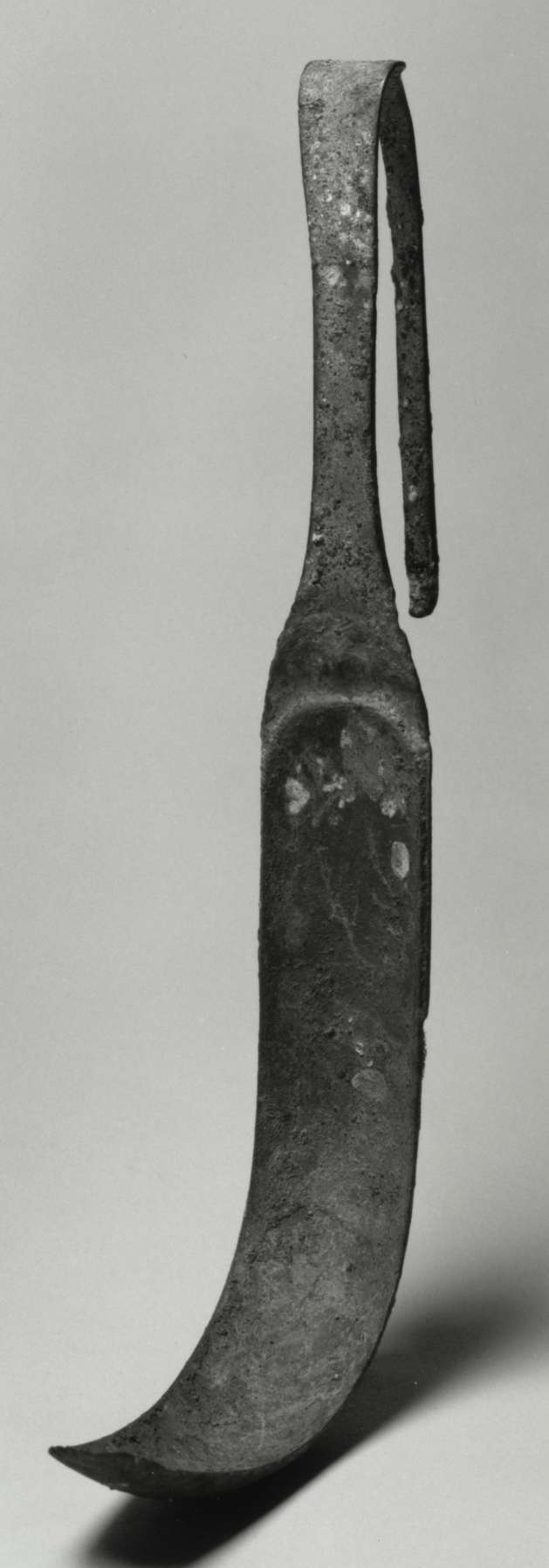
Bronzový strigil (římský, 1. st. n. l.) Walters Art Museum

Strigil (latinsky: strigilis) či stlengis (řecky: στλεγγίς) je historický nástroj používaný pro očistu těla seškrabáváním špíny, potu a oleje během rituálu před koupáním v antické řecké a římské kultuře. Tento nástroj byl využíván především muži, zejména atlety, nicméně z etruské kultury existují důkazy o používání strigilu oběma pohlavími. Ve standardním provedení nástroj tvoří zakřivená kovová čepel s rukojetí.
Strigily běžně využívali jednotlivci, kteří se intenzivně věnovali aktivitám, při nichž se na jejich těle hromadilo významné množství špíny a potu. Mezi uživatele strigil patřili sportovci, bohatí jednotlivci, vojáci a další osoby z různých společenských vrstev. Významní nebo majetní jedinci však často měli otroky, kteří jim prováděli očistu těla strigily, místo toho, aby si úkon dotyční dělali sami.
Strigily měly význam nejen v praktickém, ale i v kulturním smyslu. Často se nacházejí v hrobkách či při pohřbech, někdy spolu s lahvičkami oleje.

## Galerie

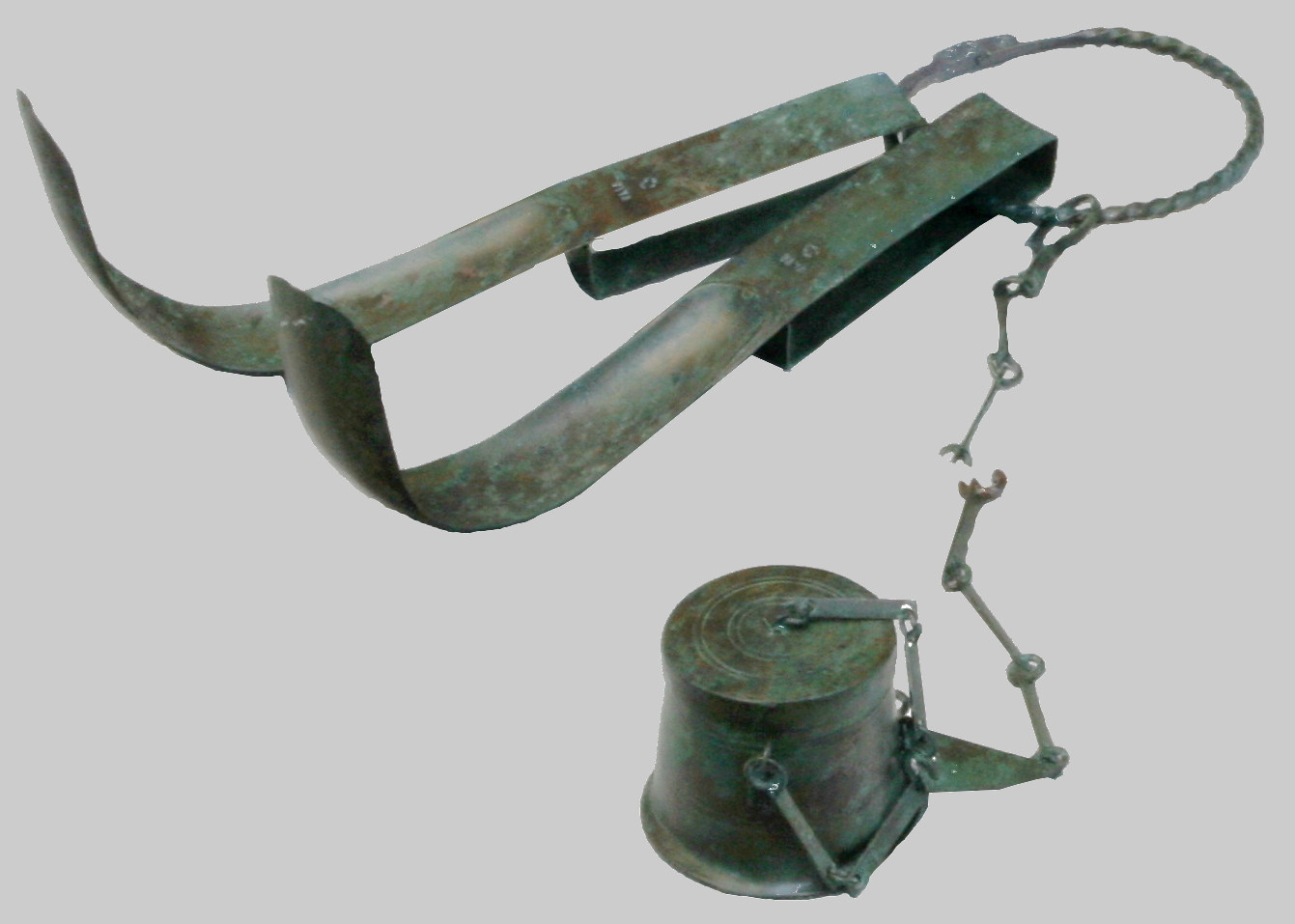
Římské strigily, 1. století př. n. l.
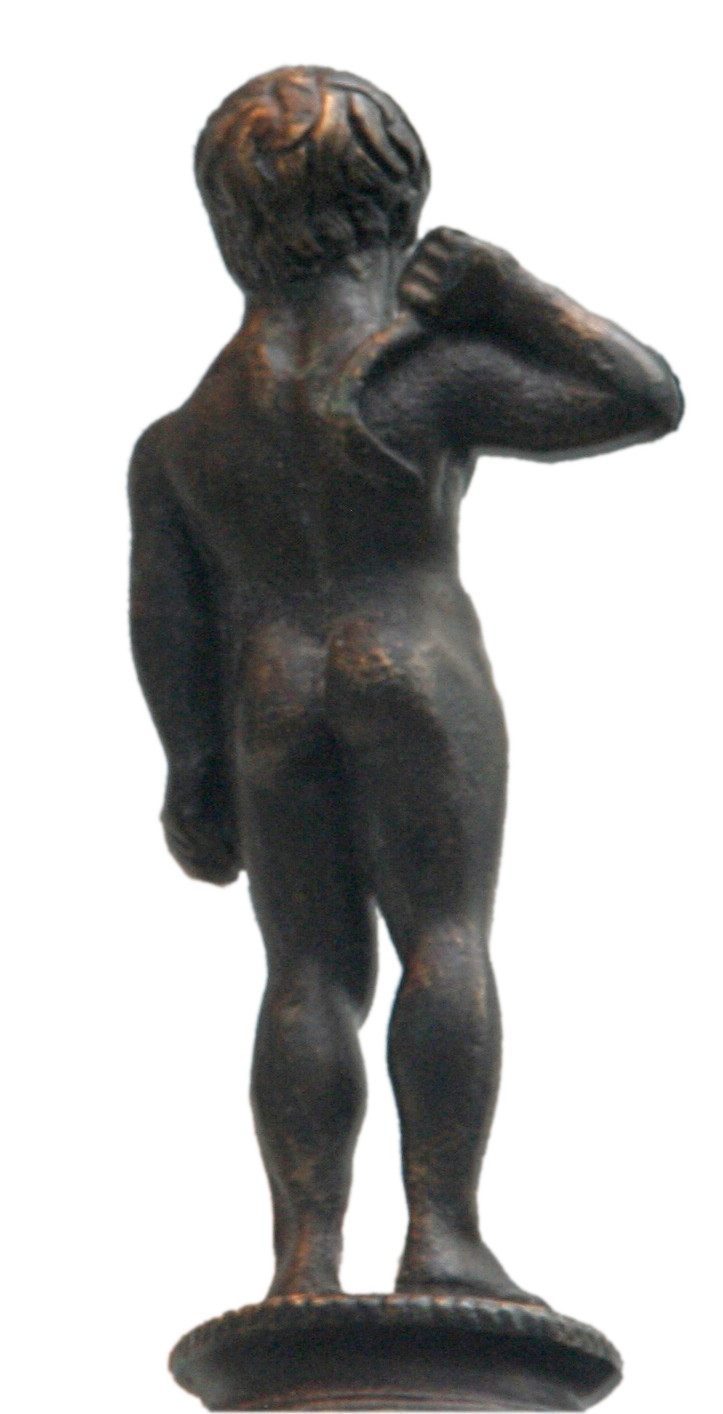
Apoxyomenos: sportovec, který se čistí